# Божидар Петрановић
Божидар Петрановић (Шибеник, 17. фебруар 1809 — Венеција, 12. септембар 1874) био је српски историчар и правник.

## Биографија
Рођен је у Шибенику 17. фебруара 1809. године, од родитеља Марка и Анастасије. Основну школу завршио је у Шибенику, а потом га је отац 1820. године одвео у Сремске Карловце гдје је уписао гимназију. Брат му је био архимандрит и каснији владика Герасим.
Студије је започео у Грацу, наставио у Бечу, а докторирао у Падови 1833. године. После завршених студија вратио се у Шибеник гдје је радио је као секретар православне епархије у Шибенику а затим као судија у Сплиту. Између 1836. и 1841. године уређивао је он српски алманах на ћирилици "Љубитељ просвештенија" или касније преименован у "Србски далматински алманах", у коме је пропагирао заједништво Срба и Хрвата. Матица српска је наградила његову расправу "Битка косовска". Револуционарне 1848. године изабран је за посланика у парламенту у Бечу, и он се ту залагао за увођење народног језика у јавни живот државе. Наредне 1849. године радио је заједно са Вуком Караџићем, Д. Деметром и С. Царем, на изради хрватско-српског правног терминолошког рјечника (Јуридично-политичка терминологија, 1853). Превео је на српски језик "Аустријски грађански законик". Написао је "Ручну књигу за правнике". Другу половину живота провео је у Задру, где је радио као савјетник Земаљског суда. Постао је призивни и дворски саветник као државни чиновник.
Петрановић је покренуо издавање првог српског правног часописа "Правдоноша" 1851. године. Објављивао је радове у зборницима радова Српске и југославенске академије, као њихов члан. Написао је и запажену "Апологију Доситеју".
По узору на Матицу српску основао је 1862. године Матицу далматинску. То је у ствари његов други покушај. Још 1849. године је започео оснивање док је био у Бечу и за тај циљ скупио 809 ф. 93 новчића. До 1862. године тај новац (сада вредан 771 ф. 22 крајцара) је био у каси Матице илирске, и по уставу далматинске матице требало је да постане њена почетна главница. Од када је Матица далматинска основана, 15. септембра 1862. године, па до смрти 1874. године он је био њен председник.
Био је први члан Југославенске академије знаности и умјетности у Загребу, те члан Српског ученог друштва у Београду. Добио је од руског цара брилијантни прстен, а затим је одликован орденом Свете Ане II реда од стране Русије, као човјек који је доприносио словенској науци.
Умро је у Венецији 12. септембра 1874. године, а сахрањен је у Шибенику. Године 1891. покренута је акција посебног Одбора у Задру, да му се кости пренесу из "Млетака" и сахране на православном гробљу задранском. Те године му је прилозима грађана и достојан мермерни споменик над гробом постављен. Епитаф је словио: Српском научењаку, жарком родољубу Дру Божидару Петрановићу - Народ.

## Дјела
Написао је бројна дјела, али је најзапаженија књига Богумили. Црква Босанска и крстјани(1867).
- Унијаћење Срба у Далмацији (1835, 1838—1839)
- Историја књижевности поглавитих на свету народах од најстаријих времена до садашње доби (1858)
- О освети, мирењу и вражди по негдашњему српско-хрватскоме правном обичају (Рад, ЈАЗУ 6, 1869)
- О робству. По србским споменицима и штатутима приморских далматинских градова (Рад, ЈАЗУ 16, 1871)
- Обичаји српског народа у Босни (Гласник СУД 29, 1871)
- О праву насљедства код Срба на основу правног обичаја и писаних споменика (Рад ЈАЗУ 23, 1873)
- О праву наслеђивања код Срба на основу правнога обичаја и писаних споменика (1873).
- Српске народне пјесме из Босне и Херцеговине (Београд, 1876).

## Галерија
- Насловна страна књиге Историја књижевности поглавитих на свету народа од најстаријих времена до садашњег века (1858)
- Насловна страна првог броја часописа Србско-далматински алманах (касније познат као Србско-далматински магазин) из 1836. године са именом Теодора (Божидара) Петрановића као уредника